# Загадка старої штольні
«Загадка старої штольні» (пол. Tajemnica dzikiego szybu) — польський пригодницький художній фільм режисера Вадима Берестовського, знятий в 1956 році за мотивами роману письменника Едмунда Нізюрського «Книга про бешкетників».
Прем'єра фільму відбулася 1 вересня 1956 року.

## Сюжет
Дія фільму відбувається в невеликому шахтарському містечку в Свентокшиських горах. Герої фільму — двоє друзів шестикласники Франек і Карлик. Справи в школі у них не йдуть, вони погано вчаться, та тут ще неприємність: м'яч одного впав у стару покинуту штольню. Під час пошуку хлопчики стикаються із загадковою особою в штольні, якою давно ніхто не користується. Хлопчики підозрюють, що там ховається шпигун або диверсант.

## У ролях
- Ігнацій Маховський
- Густав Голоубек
- Збігнєв Цибульський